# Karawajewo (obwód kostromski)
Karawajewo (ros. Караваево) – osiedle w Rosji, w obwodzie kostromskim, w rejonie kostromskim. W 2010 liczyło 7515 mieszkańców.